# 大南灣
大南灣，是台灣新北市林口區的一個地名，位於該區中北部，範圍與嘉寶里相同。

## 歷史
台灣清治末期至日治前期，大南灣地區為一街庄，稱為「大南灣庄」，隸屬於八里坌堡。該庄輪廓略呈尖端朝東南的斜錐型，東與瑞樹坑庄為鄰，東南與菁埔庄、南勢埔庄為鄰，西邊是小南灣庄，北邊臨海。
1920年（日治大正九年），該庄改制為「大南灣」大字，隸屬於臺北州新莊郡林口庄，大字下有「嘉溪子坑」、「寶斗厝坑」小字名。戰後林口庄改制為林口鄉，隸屬於臺北縣，大字亦改制為村。2010年12月臺北縣改制為新北市，林口鄉改制為林口區，村改制為里。

## 交通
省道台61線即西部濱海快速公路，經過大南灣地區北部海邊，由此可快速前往臺灣西部沿海各地。
縣道106號為本地區重要道路，經過南部邊界地帶，以境內的下福作為起迄點，往東南可前往泰山、新莊、板橋、中和、新店、深坑、石碇、平溪及瑞芳等地，往西北可前往小南灣的下福。

## 學校
- 嘉寶國小

## 運動設施
- 八里國際高爾夫球場

## 景點
- 林口大峽谷

## 宗教場所

### 道教及民間信仰

#### 土地公廟
- 寶斗厝坑福滿宮
- 大湳灣福德宮－位於嘉寶國小正門前下行產業道路底部
- 嘉寶無名土地公－北77往西濱方向過嘉寶國小不久右方下行產業道路上
- 寶斗厝坑福德宮－寶斗厝二號橋公車站上方
- 謝厝坑保福宮
- 陳厝福德宮－西濱快速道路旁，陳厝公車站旁
- 外埔崎下福德宮－位於北77與北77-1分岔處、嘉寶國小附近

#### 孤魂信仰
- 黃聖媽－位於嘉寶國小正門前下行產業道路